# 바르바리 노예 무역

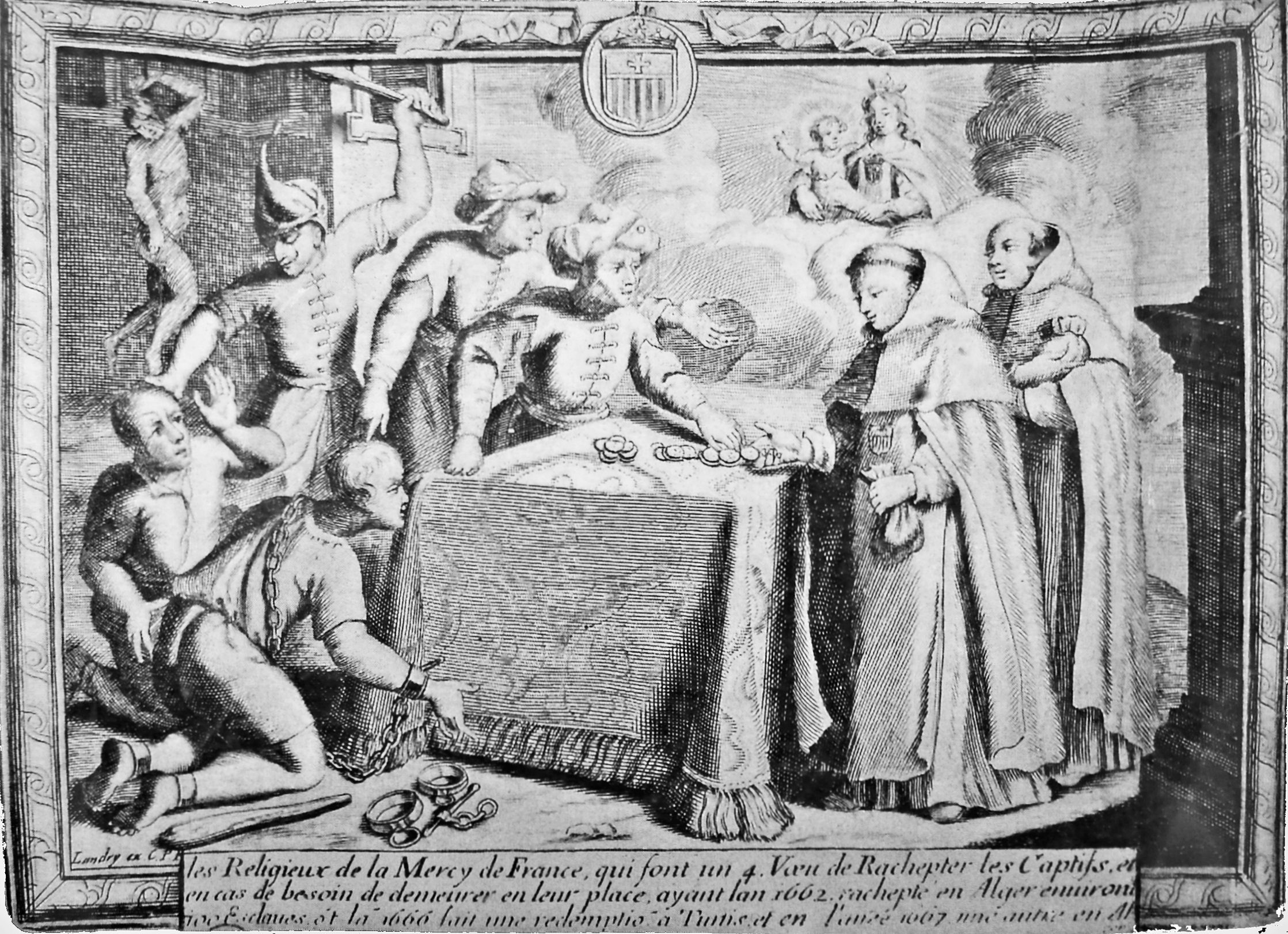
바르바리 국가로부터 기독교도 노예들을 다시 사들여 구조하는 메르세다리아 수도사들.

바르바리 노예 무역은 사실상 독립 상태이던 오스만 제국의 바르바리 해안(북아프리카) 지역에서 유럽인들을 노예로 포획하여 노예시장에 팔던 노예 무역이다. 유럽인 노예들은 바르바리 해적들의 노예 약탈을 통해 포획되었고, 이러한 약탈은 이탈리아에서 아일랜드, 스페인과 포르투갈 해안, 그리고 북쪽으로는 아이슬란드와 동쪽으로는 동부 지중해까지 이르는 해안 도시들에서 이루어졌다. 포로의 대부분은 배와 함께 끌려간 선원과 승선자들이었지만, 포로로 잡힌 어부나 해안 마을 사람들도 많았다. 이들 포로의 대부분은 지중해 연안 국가, 특히 이탈리아 출신이었다.

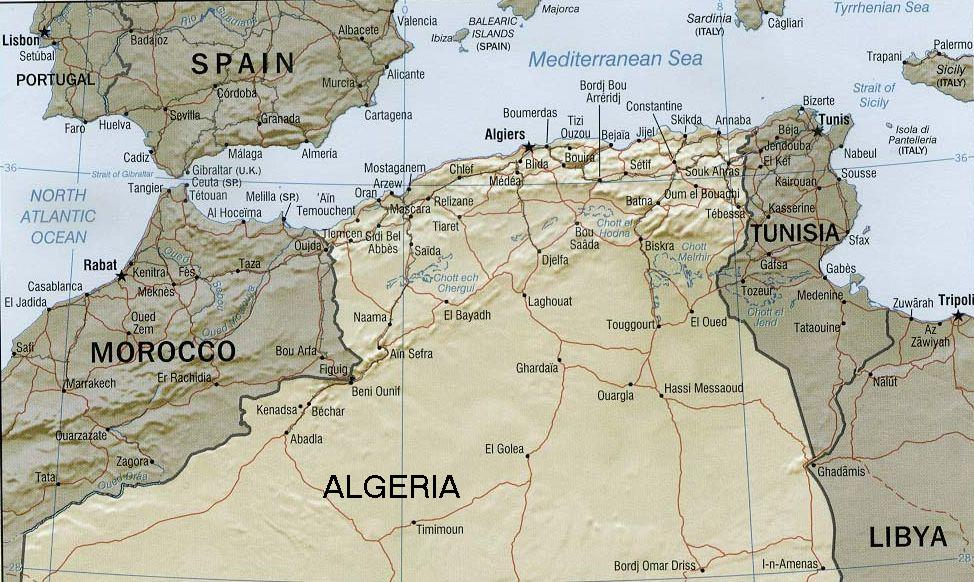
바르바리 해안.

당시 오스만 제국이 있던 지중해 동부는 끊이지 않는 해적 행위의 현장이었다. 18세기까지도 해적 행위는 "에게해 해상 교통에 대한 지속적인 위협" 으로 지속되었다. 바르바리 노예 무역은 19세기 초 미국과 서유럽의 연합국이 해적들에 맞서 제1차와 제2차의 바르바리 전쟁에서 승리하고 이 지역이 프랑스에 의해 정복되면서 1830년대에 종식되었다.

## 같이 보기
- 바르바리 해적
- 바르바리 전쟁
- 오스만 제국의 노예제